# Giulia Sergas
Giulia Sergas (nascida em 26 de dezembro de 1979) é uma jogadora italiana de golfe profissional que atualmente joga tanto nos torneios do circuito LPGA quanto do Ladies European Tour.
Tornou-se profissional em 1999 e sua melhor posição foi um segundo lugar no Sicilian Ladies Italian Open, do Ladies European Tour.
No golfe dos Jogos Olímpicos de Verão de 2016, realizados no Rio de Janeiro, Brasil, terminou sua participação na competição de jogo por tacadas individual feminino em quinquagésimo quinto lugar, representando Itália.